# بطولة تونس للكرة الطائرة للرجال 2018–19
بطولة تونس للكرة الطائرة للرجال 2018-2019 هو الموسم رقم 64 من بطولة تونس للكرة الطائرة للرجال.

فاز بهذا الموسم الترجي الرياضي التونسي.

## روابط خارجية
- الموقع الرسمي للجامعة التونسية للكرة الطائرة.